# 守屋秀繁
守屋 秀繁（もりや ひでしげ）は、日本の医学者。千葉大学名誉教授。第14代横綱審議委員会委員長。
千葉県山武市の守屋酒造前社長の弟である。

## 来歴・人物
- 1967年、千葉大学医学部卒業
- 1968年、同大学医学部整形外科学教室入局。
- 1975年、同大学助手医学部整形外科学。
- 1977年、イギリスRoyal National Orthopaedic Hospitalに留学。
- 1981年、千葉大学講師医学部整形外科学。
- 1986年、同大学助教授医学部整形外科学。
- 1988年、同大学教授医学部整形外科学。
- 2004年、同大学理事
- 2005年、同大学大学院医学薬学府長
- 2007年、同大学退任、同大学名誉教授
- 2007年、労働者健康福祉機構鹿島労災病院長
- 2015年1月、横綱審議委員会委員長に就任した[3]。
- 2017年1月、任期満了に伴い横綱審議委員を退任した[4]。

## 著書・論文

### 著書
- 『スポーツ整形外科図説』（共著、2000年）
- 『私の膝関節手術書』（単著、2007年）